# Восток (Костанайская область)
Восто́к (каз. Восток) — село в Карасуском районе Костанайской области Казахстана. Административный центр Восточного сельского округа. Код КАТО — 395236100.

## Население
В 1999 году население села составляло 1369 человек (642 мужчины и 727 женщин). По данным переписи 2009 года, в селе проживал 1421 человек (663 мужчины и 758 женщин).